# Уам
Уа̀м (на френски: Ouham) е една от 14-те административни префектури на Централноафриканската република. Разположена е в северозападната част на страната и граничи с Чад. Площта на префектурата е 50 250 км², а населението е около 280 000 души (2003). Гъстотата на населението в Уам е около 6 души/км². Столица на префектурата е град Босангоа.
1. ↑  www.statoids.com
2. ↑  www.stat-centrafrique.com